# Диамандурос, Никифорос
Никифорос Диамандурос (греч. Νικηφόρος Διαμαντούρος; род. 25 июня 1942, Афины) — греческий государственный и политический деятель. Академик, являлся первым национальным омбудсменом Греции с 1998 по 2003 год и был Европейским уполномоченным по правам человека с апреля 2003 года по октябрь 2013 года. В 2005 году был переизбран европейским омбудсменом и снова в 2010 году.

## Биография
Родился 25 июня 1942 года в Афинах (Греция). Интересуется классической музыкой, кино, чтением и писательством. Опубликовал работы о государственном и национальном строительстве, о демократизации и взаимосвязи между культурой и политикой. Также много писал о политике и истории Греции и Южной Европы. Женат, имеет двоих детей.
В 1963 году окончил Индианский университет со степенью бакалавра искусств. Затем учился в Колумбийском университете в Нью-Йорке, где ему была присуждена степень магистра в 1965 году, степень магистра философии в 1969 году и степень доктора философии в 1972 году. С 1973 по 1978 год занимал исследовательскую должность в Колумбийском университете и преподавательскую должность в Университете штата Нью-Йорк.
В 1980 году занял должность директора по развитию Афинского колледжа. В 1983 году оставил эту должность и перешёл на должность директора программы для Западной Европы, Ближнего и Среднего Востока в Совете по исследованиям социальных наук в Нью-Йорке, где работал до 1988 года. С 1985 по 1988 год также был президентом Ассоциации современных греческих исследований.
С 1988 по 1991 год был директором Греческого института международных и стратегических исследований в Афинах. В 1992 году стал президентом Греческой ассоциации политических наук и занимал эту должность шесть лет. С 1988 по 1996 год также вернулся в Совет социальных наук в должности сопредседателя Подкомитета по Южной Европе. В 1995 году стал директором и председателем Греческого национального центра социальных исследований, занимая эту должность до 1998 года. В 1997 году был назначен профессором политологии в Центре перспективных исследований социальных наук Хуана Марча в Мадриде, Испания.
Является почётным профессором сравнительной политологии факультета политологии и государственного управления Афинского университета. Также был одним из главных редакторов серии публикаций Издательства Оксфордского университета о Новой Южной Европе и получил исследовательские гранты от Программы Фулбрайта и Национального фонда гуманитарных наук.

## Политические назначения
В 1999 году был назначен членом Национальной комиссии Греции по правам человека. В 2000 году стал членом Национального совета Греции по административной реформе и принял участие в Бильдербергской конференции.
С 1998 по 2003 год работал национальным омбудсменом Греции, став первым в должности. 1 апреля 2003 года был избран омбудсменом Европейского союза на оставшийся срок полномочий Якоб-Магнуса Сёдермана. Был избран на новый срок в 2005 году и переизбран на второй срок в 2010 году. Его сменила Эмили О'Рейли.
Награждён Золотым Крестом за Заслуги и Орденом Феникса.